# Leonhard Demel von Elswehr
Leonhard Demel von Elswehr (6. května 1856 Těšín – 17. ledna 1915 Těšín) byl rakouský a český advokát a politik německé národnosti ze Slezska, na počátku 20. století poslanec Říšské rady a starosta Těšína.

## Biografie

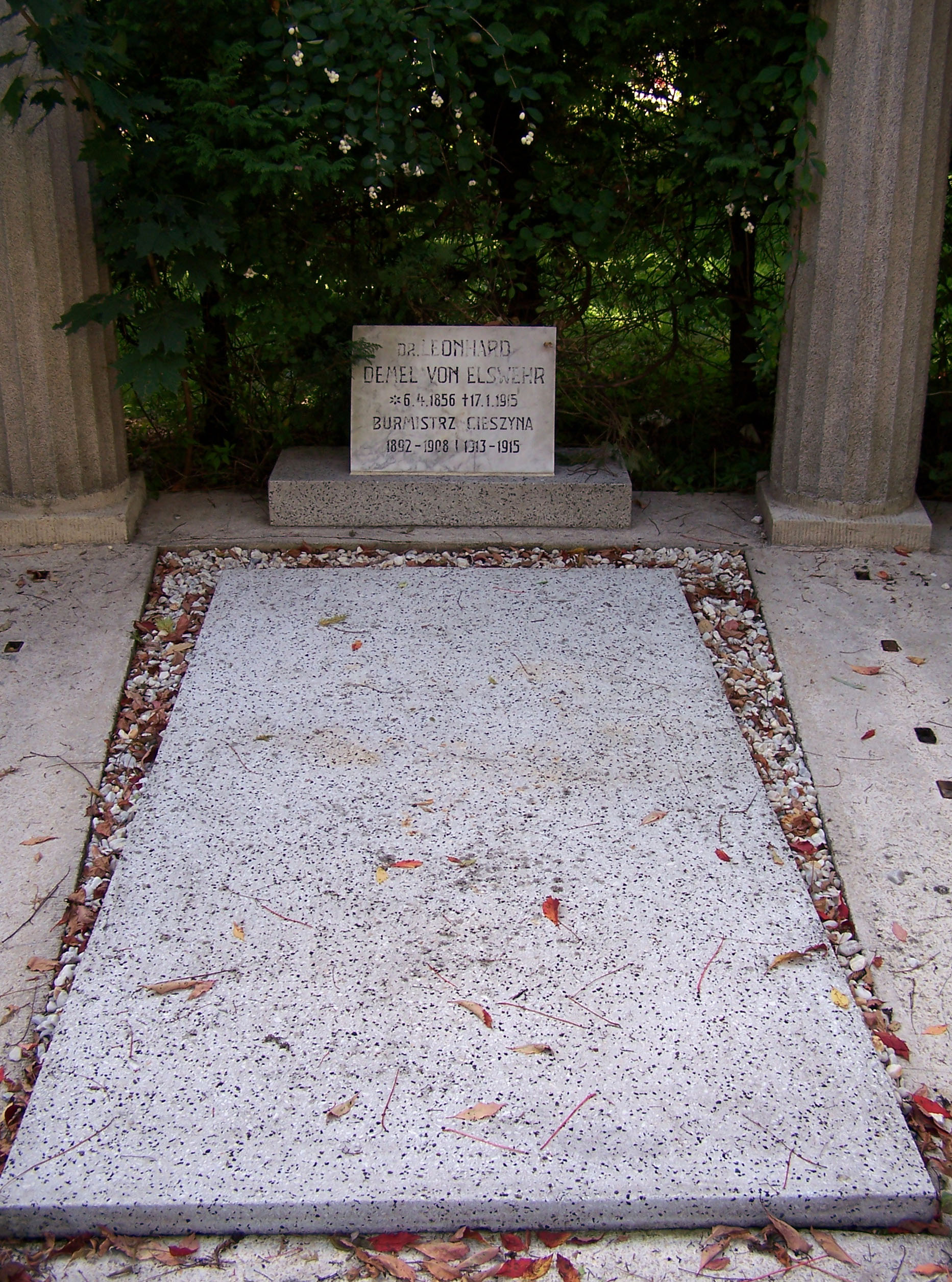
Hrob Leonharda Demela von Elswehr v Těšíně

Jeho otec Johann Demel von Elswehr (1825–1892) byl dlouholetým starostou Těšína a politikem (zasedal na Slezském zemském sněmu i na Říšské radě). Leonhard následoval svou veřejnou a politickou angažovaností svého otce. Vychodil školi v domovském Těšíně a pak studoval práva na Vídeňské univerzitě, univerzitě ve Štýrském Hradci a na Univerzitě v Heidelbergu. Nastoupil jako advokát do kanceláře svého otce.
V období let 1892–1908 a 1913–1915 zastával úřad starosty města Těšín. Za jeho působení došlo k výstavbě evangelické nemocnice, starobince, vodovodu a obecní elektrárny. Díky jeho podpoře bylo v roce 1910 otevřeno v Těšíně německé divadlo. Už roku 1893 navrhl zřízení městského muzea (založeno roku 1901). Patřil mezi německé liberály (Německá pokroková strana).
Na konci 19. století se zapojil i do celostátní politiky. 31. října 1895 nastoupil po doplňovací volbě do Říšské rady (celostátní zákonodárný sbor) místo Sobieslava Kluckého za kurii městskou, obvod Těšín, Frýdek, Fryštát. Mandát obhájil v řádných volbách do Říšské rady roku 1897 i ve volbách do Říšské rady roku 1901. Uspěl také ve volbách do Říšské rady roku 1907, konaných poprvé podle všeobecného a rovného volebního práva. Byl zvolen za obvod Slezsko 4. Usedl do poslaneckého klubu Německý národní svaz (širší parlamentní platforma německorakouských nesocialistických politických stran). Za týž obvod byl zvolen i ve volbách do Říšské rady roku 1911, opět se připojil k poslanecké frakci Německý národní svaz. Ve vídeňském parlamentu setrval až do své smrti roku 1915. K roku 1911 se profesně uvádí jako advokát.
Zemřel v lednu 1915 v Těšíně.
Oženil se se svu sestřenicí Melanií roz. Źlikovou, dcerou evangelického pastora. Měli spolu syna Lea a dcery Ingeborg a Edith (spisovatelka).